# Calciumdisilicid
Calciumdisilicid ist eine anorganische chemische Verbindung von Calciums mit Silicium und eines der bekannten Calciumsilicide. Es ist eine Zintl-Phase.

## Gewinnung und Darstellung
Calciumdisilicid kann durch Reaktion von Calcium oder Calciumhydrid mit Silicium in einer Wasserstoffatmosphäre bei etwa 1000 °C,
{\displaystyle \mathrm {CaH_{2}+2\ Si\longrightarrow CaSi_{2}+H_{2}} }
durch Reaktion von Siliciumdioxid mit Calcium oder durch Reduktion eines Gemisches von Calciumoxid und Siliciumdioxid mit Kohlenstoff gewonnen werden.
Es kann auch durch Reduktion von Siliciumdioxid mit Koks in Anwesenheit von Calciumcarbid gewonnen werden.
{\displaystyle \mathrm {2\ SiO_{2}+2\ C+CaC_{2}\longrightarrow CaSi_{2}+4\ CO.} }

## Eigenschaften
Calciumdisilicid ist ein grauer Feststoff. Die von Friedrich Wöhler 1863 entdeckte Verbindung wurde von J. Böhm und O. Hassel 1927 röntgenographisch untersucht. Danach kristallisiert es trigonal/rhomboedrisch in der Raumgruppe R3m (Raumgruppen-Nr. 166) mit den trigonalen Achsen a = 3,86 Å und c = 30,6 Å. Die Struktur lässt sich als gewellte Sechsringgitter aus Siliciumschichten beschreiben, zwischen denen die Calciumatome liegen. Eine Nachprüfung hat gezeigt, dass aus reinem Calcium und reinem Silicium eine andere Calciumdisilicidphase entsteht. Danach hat das reine Calciumdisilicid zwar die gleiche Symmetrie, aber nur etwa die halbe Identitätsperiode in der c-Richtung. Ein Polytyp in der Raumgruppe P3m1 (Nr. 164) und den Gitterparametern a = 3,85 Å und c = 5,20 Å ist ebenfalls bekannt. Es existiert auch eine tetragonale Hochtemperaturvariante bzw. Hochdruckvariante mit der Raumgruppe I41/amd (Nr. 141) vom α-Thoriumdisilicidtyp bekannt. Die Umwandlung in die Hochtemperaturform findet zwischen 600 und 1000 °C statt, die Rückumwandlung bei Abkühlung unter 530 °C. Über 16 GPa findet eine weitere Phasenänderung zum Aluminiumdiboridtyp statt.
Mit Chlorwasserstoff in Ethanol reagiert Calciumdisilicid zu Polysilanen.
{\displaystyle \mathrm {CaSi_{2}+2\ H^{+}\longrightarrow Ca^{2+}+{\frac {2}{x}}(SiH)_{x}} }

## Verwendung
Calciumsilicid wird zur Herstellung von Pharmazeutika und für Desoxidationsmittel und Entschwefelungsmittel eingesetzt, die in der Herstellung von vielen Arten von Edelstahl verwendet werden können. Es wird auch als Impfstoff und Additiv in Gusseisen verwendet. Sie kann auch zur Herstellung von Siloxenen verwendet werden, was schon von Wöhler entdeckt wurde.